# Ортель Княжий Другий
Ортель Княжий Другий (пол. Ortel Książęcy Drugi, Ортель Ксьонженци Друґі) — село в Польщі, у гміні Біла Підляська Більського повіту Люблінського воєводства. Населення — 184 особи (2011).

## Історія

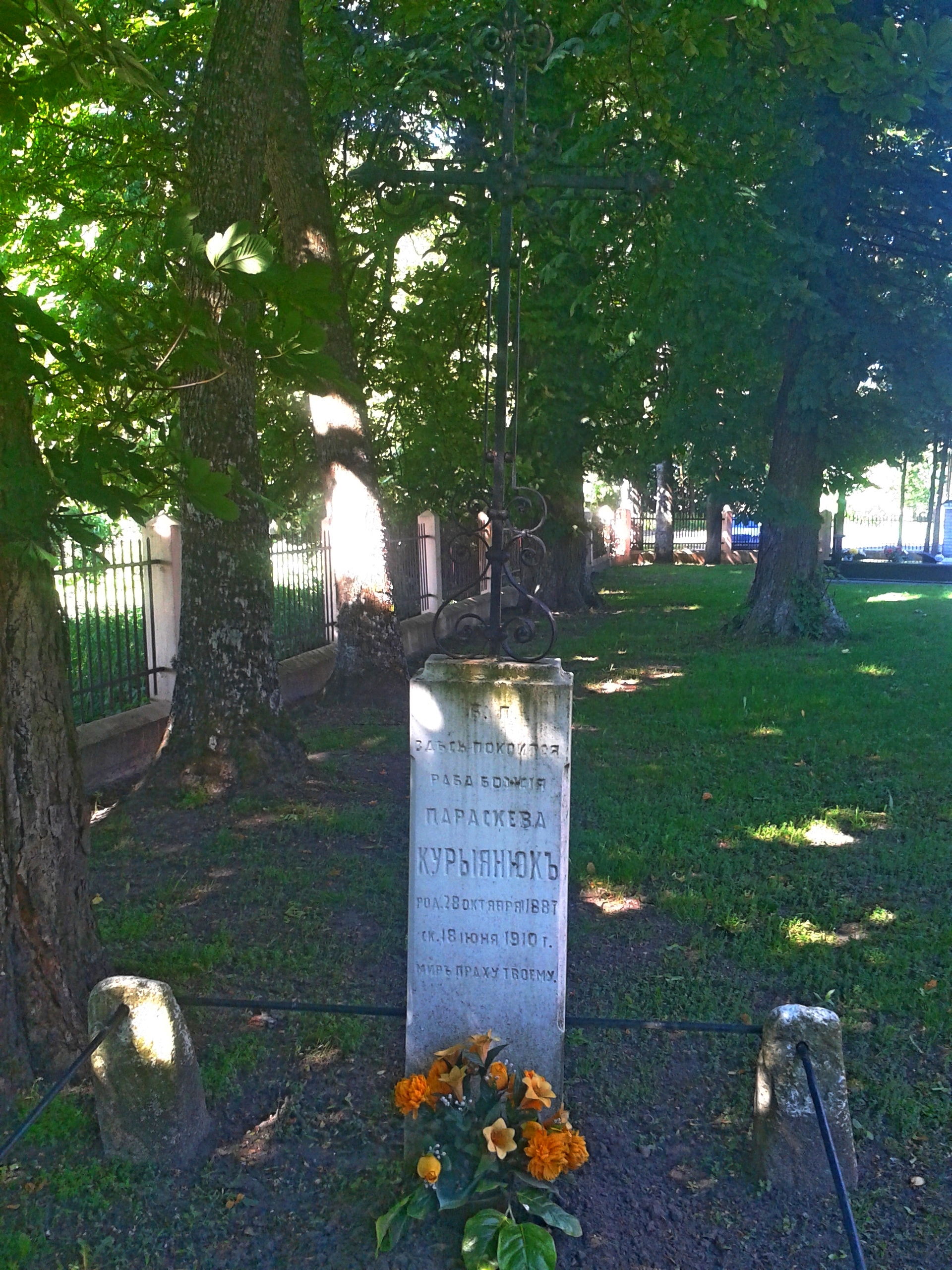
Православний надгробок біля колишньої церкви

1626 року вперше згадується церква східного обряду в селі.
За даними етнографічної експедиції 1869—1870 років під керівництвом Павла Чубинського, у селі Ортель Князівський переважно проживали греко-католики, які розмовляли українською мовою. 1872 року місцева греко-католицька парафія налічувала 120 вірян. 1879 року місцева церква перетворена на римо-католицький костел.
У 1975—1998 роках село належало до Білопідляського воєводства.

## Населення
Демографічна структура станом на 31 березня 2011 року:
|          | Загалом | Допрацездатний вік | Працездатний вік | Постпрацездатний вік |
| -------- | ------- | ------------------ | ---------------- | -------------------- |
| Чоловіки | 89      | 17                 | 64               | 8                    |
| Жінки    | 95      | 15                 | 58               | 22                   |
| Разом    | 184     | 32                 | 122              | 30                   |